# Togubang
Togubang is een bestuurslaag in het regentschap Bangkalan van de provincie Oost-Java, Indonesië. Togubang telt 6228 inwoners (volkstelling 2010).